# Sam Byram
Samuel Mark Byram, detto Sam Byram (Thurrock, 16 settembre 1993), è un calciatore inglese, difensore del Leeds Utd.

## Caratteristiche tecniche
Terzino destro di spinta in possesso di una notevole velocità in progressione, preciso nel servire suggerimenti ai compagni.

## Carriera

### Club
Entra nel settore giovanile del Leeds all'età di 11 anni. Esordisce in prima squadra l'11 agosto 2012 contro lo Shrewsbury Town in un incontro vinto 4-0, valido per il primo turno di Capital One Cup. Il 20 gennaio 2016 lascia il Leeds dopo tre anni e mezzo - in cui si era imposto come prima scelta lungo la corsia destra - accasandosi al West Ham, firmando un contratto valido fino al 2020.
Esordisce con gli Hammers il 23 gennaio contro il Manchester City, subentrando al 13' al posto di Carl Jenkinson, infortunatosi in uno scontro di gioco. Il 28 luglio 2016 esordisce nelle competizioni europee contro il Domžale, partita valida per l'accesso alla fase finale di Europa League, venendo impiegato dal 1'.

### Nazionale
Incluso inizialmente da Peter Taylor tra i convocati ai Mondiali Under-20 2013 disputati in Turchia, è costretto a saltare la manifestazione a causa di un infortunio.

## Statistiche

### Presenze e reti nei club
Statistiche aggiornate al 5 agosto 2023.
| Stagione        | Squadra           | Campionato      | Campionato | Campionato | Coppe nazionali | Coppe nazionali | Coppe nazionali | Coppe continentali | Coppe continentali | Coppe continentali | Altre coppe | Altre coppe | Altre coppe | Totale | Totale |
| Stagione        | Squadra           | Comp            | Pres       | Reti       | Comp            | Pres            | Reti            | Comp               | Pres               | Reti               | Comp        | Pres        | Reti        | Pres   | Reti   |
| --------------- | ----------------- | --------------- | ---------- | ---------- | --------------- | --------------- | --------------- | ------------------ | ------------------ | ------------------ | ----------- | ----------- | ----------- | ------ | ------ |
| 2012-2013       | Leeds             | FLC             | 44         | 3          | FACup+CdL       | 4+5             | 0+1             | -                  | -                  | -                  | -           | -           | -           | 53     | 4      |
| 2013-2014       | Leeds             | FLC             | 25         | 0          | FACup+CdL       | 1+1             | 0               | -                  | -                  | -                  | -           | -           | -           | 27     | 0      |
| 2014-2015       | Leeds             | FLC             | 39         | 3          | FACup+CdL       | 0               | 0               | -                  | -                  | -                  | -           | -           | -           | 39     | 3      |
| 2015-gen. 2016  | Leeds             | FLC             | 22         | 3          | FACup+CdL       | 1+1             | 0+0             | -                  | -                  | -                  | -           | -           | -           | 24     | 3      |
| Totale Leeds    | Totale Leeds      | Totale Leeds    | 130        | 9          |                 | 13              | 1               |                    | -                  | -                  |             | -           | -           | 143    | 10     |
| gen.-giu. 2016  | West Ham          | PL              | 4          | 0          | FACup+CdL       | 0               | 0               | UEL                | -                  | -                  | -           | -           | -           | 4      | 0      |
| 2016-2017       | West Ham          | PL              | 18         | 0          | FACup+CdL       | 0               | 0               | UEL                | 4                  | 0                  | -           | -           | -           | 22     | 0      |
| 2017-2018       | West Ham          | PL              | 4          | 0          | FACup+CdL       | 2+3             | 0               | -                  | -                  | -                  | -           | -           | -           | 9      | 0      |
| Totale West Ham | Totale West Ham   | Totale West Ham | 26         | 0          |                 | 5               | 0               |                    | 4                  | 0                  |             | -           | -           | 35     | 0      |
| 2018-2019       | Nottingham Forest | FLC             | 6          | 0          | FACup+CdL       | 0+2             | 0+0             | -                  | -                  | -                  | -           | -           | -           | 8      | 0      |
| 2019-2020       | Norwich City      | PL              | 17         | 0          | FACup+CdL       | 2+1             | 0               | -                  | -                  | -                  | -           | -           | -           | 20     | 0      |
| 2020-2021       | Norwich City      | PL              | 0          | 0          | FACup+CdL       | 0               | 0               | -                  | -                  | -                  | -           | -           | -           | 0      | 0      |
| 2021-2022       | Norwich City      | PL              | 15         | 0          | FACup+CdL       | 3+0             | 0               | -                  | -                  | -                  | -           | -           | -           | 18     | 0      |
| 2022-2023       | Norwich City      | FLC             | 15         | 1          | FACup+CdL       | 0+1             | 0               | -                  | -                  | -                  | -           | -           | -           | 16     | 1      |
| Totale carriera | Totale carriera   | Totale carriera | 209        | 10         |                 | 27              | 1               |                    | 4                  | 0                  |             | -           | -           | 240    | 11     |

## Palmarès

### Club

#### Competizioni nazionali
- Campionato inglese di seconda divisione: 2

Norwich City: 2020-2021
Leeds Utd: 2024-2025